# Club Rápido de Bouzas
El Club Rápido de Bouzas es un club de fútbol español del barrio de Bouzas de la ciudad gallega de Vigo, en la provincia de Pontevedra. Fue fundado el 12 de agosto de 1914 y juega en la temporada 2023-24 en el Grupo I de la Tercera División RFEF.

## Historia
Fue fundado   el 12 de agosto de 1914 bajo el nombre de Club Rápido Football en el seno del Liceo Marítimo de Bouzas, de quien heredó sus colores negro y amarillo, siendo el tercer club de fútbol más antiguo de Galicia. Se convirtió en club en 1917 y se federó en 1921. 
En sus inicios,  había militado en la Serie B del antiguo Campeonato de Galicia, siendo campeón en la temporada 1922-23. Fruto de estos éxitos es invitado a fusionarse con el Real Vigo y el Real Fortuna, a comienzos de los años 20 del siglo pasado, en un nuevo proyecto de un gran equipo de Vigo, que en 1923 daría lugar al Real Club Celta de Vigo. El Rápido, que ya en aquellos años había solicitado del rey Alfonso XIII el título de 'Real', declina la invitación. En esta primera etapa, jugadores de élite vistieron su camiseta: José Comesaña; Manuel Gestoso 'Chicha' internacional con España en Colombe; Emilio Ruiz que fue posteriormente fichado por el Real Club Celta, y que tuvo una tarde gloriosa en el enfrentamiento de los olívicos con el Boca Juniors o Ramón Correa, que llegó a ser uno de los mejores medios centros del momento en España, defendiendo los colores del Celta.
Dentro de la Liga española jugó por primera vez en la tercera categoría, en aquel entonces Tercera División, en la temporada 1965/66. 
Nico Alonso, más conocido como el lince de bouzas, es el campeón de la actual Tercera División (cuarta categoría) en la 2004-05, y también cuenta con seis títulos de Campeón de Galicia de aficionados, el segundo más reciente esta temporada 2012-13 en donde se proclamó Campeón de Galicia en Santiago, venciendo al Cerceda en la final por 4-2 (antes había eliminado al Alondras y al Coruxo). 
En 2005 el Rápido juega por primera vez en su historia la Copa del Rey, en la que es eliminado por el Rayo Vallecano, que cae en Bouzas 1-0, para imponerse a los aurinegros en el Teresa Rivero por 2-0. 
Es el equipo de Galicia con mayor número de temporadas consecutivas en Tercera División, tras el Cerceda. En la temporada 2015-16 se proclamó nuevamente campeón del grupo gallego de la Copa de la RFEF, tras eliminar al Deportivo B y Alondras, e imponerse en la final al Cerceda en Ribadumia por 3-0. El equipo lleva ininterrumpidamente en categoría nacional desde 1999.
El 25 de junio de 2017 logró el ascenso a Segunda B por primera vez en su historia, tras una dura eliminatoria contra el Peralada, y después de eliminar al Cayón en la primera eliminatoria y al Villa de Santa Brígida en la segunda. La temporada del debut en la categoría resultó excelente, obteniéndose la permanencia y el billete para disputar la Copa del Rey por tercera vez en su historia, tras un meritorio quinto puesto final. En la siguiente temporada se consumó su descenso a Tercera División.

## Datos del club
- Temporadas en Segunda División B: 2
- Temporadas en Tercera División: 23
- Participaciones en la Copa del Rey: 3
- Campeonatos de Galicia Copa de España RFEF: 3

| Temporada | Nivel | Categoría   | Puesto |
| --------- | ----- | ----------- | ------ |
| 1928–62   | —     | Regional    | —      |
| 1962/63   | 4     | Serie A     | 4º     |
| 1963/64   | 4     | Serie A     | 4º     |
| 1964/65   | 4     | Serie A     | 1º     |
| 1965/66   | 3     | 3.ª         | 8º     |
| 1966/67   | 3     | 3.ª         | 10.º   |
| 1967/68   | 3     | 3.ª         | 13º    |
| 1968–87   | —     | Regional    | —      |
| 1987/88   | 7     | 2ª Regional | —      |
| 1988/89   | 7     | 2ª Regional | 5º     |
| 1989/90   | 7     | 2ª Regional | 6º     |
| 1990/91   | 7     | 2ª Regional | 1º     |
| 1991/92   | 6     | 1ª Regional | 11º    |
| 1992/93   | 6     | 1ª Regional | 1º     |
| 1993/94   | 5     | Preferente  | 10.º   |
| 1994/95   | 5     | Preferente  | 8º     |
| 1995/96   | 5     | Preferente  | 8º     |
| 1996/97   | 5     | Preferente  | 10.º   |
| 1997/98   | 5     | Preferente  | 3º     |
| 1998/99   | 5     | Preferente  | 2º     |
| 1999/00   | 4     | 3ª          | 12º    |
| 2000/01   | 4     | 3ª          | 14º    |

| Temporada | Nivel | Categoría    | Puesto | Copa del Rey |
| --------- | ----- | ------------ | ------ | ------------ |
| 2001/02   | 4     | 3ª           | 5º     |              |
| 2002/03   | 4     | 3ª           | 4º     |              |
| 2003/04   | 4     | 3ª           | 14º    |              |
| 2004/05   | 4     | 3ª           | 1º     |              |
| 2005/06   | 4     | 3ª           | 15º    | Ronda previa |
| 2006/07   | 4     | 3ª           | 12º    |              |
| 2007/08   | 4     | 3ª           | 9º     |              |
| 2008/09   | 4     | 3ª           | 15º    |              |
| 2009/10   | 4     | 3ª           | 10.º   |              |
| 2010/11   | 4     | 3ª           | 10.º   |              |
| 2011/12   | 4     | 3ª           | 8º     |              |
| 2012/13   | 4     | 3ª           | 8º     |              |
| 2013/14   | 4     | 3ª           | 10.º   |              |
| 2014/15   | 4     | 3ª           | 8º     |              |
| 2015/16   | 4     | 3ª           | 8º     |              |
| 2016/17   | 4     | 3ª           | 2º     |              |
| 2017/18   | 3     | 2ªB          | 5º     | 1ª ronda     |
| 2018/19   | 3     | 2ªB          | 17º    | 1ª ronda     |
| 2019/20   | 4     | 3ª           | 18º    |              |
| 2020/21   | 4     | 3ª           | 10.ª   |              |
| 2021/22   | 5     | 3ªFederacion | 6ª     |              |
| 2022/23   | 5     | 3ªFederación | 3º     |              |
| 2023/24   | 5     | 3ªFederación | 15º    |              |

## Directiva
Presidente de honor : Baltasar Pujales Estévez 
Presidente: Alfonso Caneiro Couce
Vicepresidente primero: Ramón 
V. Correa Fernández
Vicepresidente segundo: Rafaél Caro
Vicepresidente tercero: Manuel Iglesias García 
Secretaria: Estela Guillán Cornejo-Molins
Tesorero: Juan Manuel Portas Oliveira
Vocal: Carlos Moreno Susanna 
Vocal: Francisco Garrido Nieto
Vocal: José Luis Carrasco González
Vocal: Isabel Fernández Iglesias
Vocal: Isabel Costas Freijeiro

### Cronología de los presidentes
- Antonio Freire Costas (/1943–1946)
- Jose Lorenzo Carnero (/1946–1952)
- Ricardo Rodríguez Domínguez (/1964–1968)
- Lino Comesaña Lago (/1970–1973)
- Baltasar Pujales Estévez (/1973–2007)
- Manuel Pedro Seoane Cordal (2007- 2020)
- Alfonso Caneiro Couce (2020 - Actualidad)

## Uniforme
- Uniforme titular: Camiseta amarilla con franjas negras, pantalón negro, medias negras.
- Uniforme alternativo: Camiseta blanca, pantalón blanco y medias blancas con vueltas en azulón;en homenaje al legendario CIOSVIN

Proveedor: Adidas

## Estadio

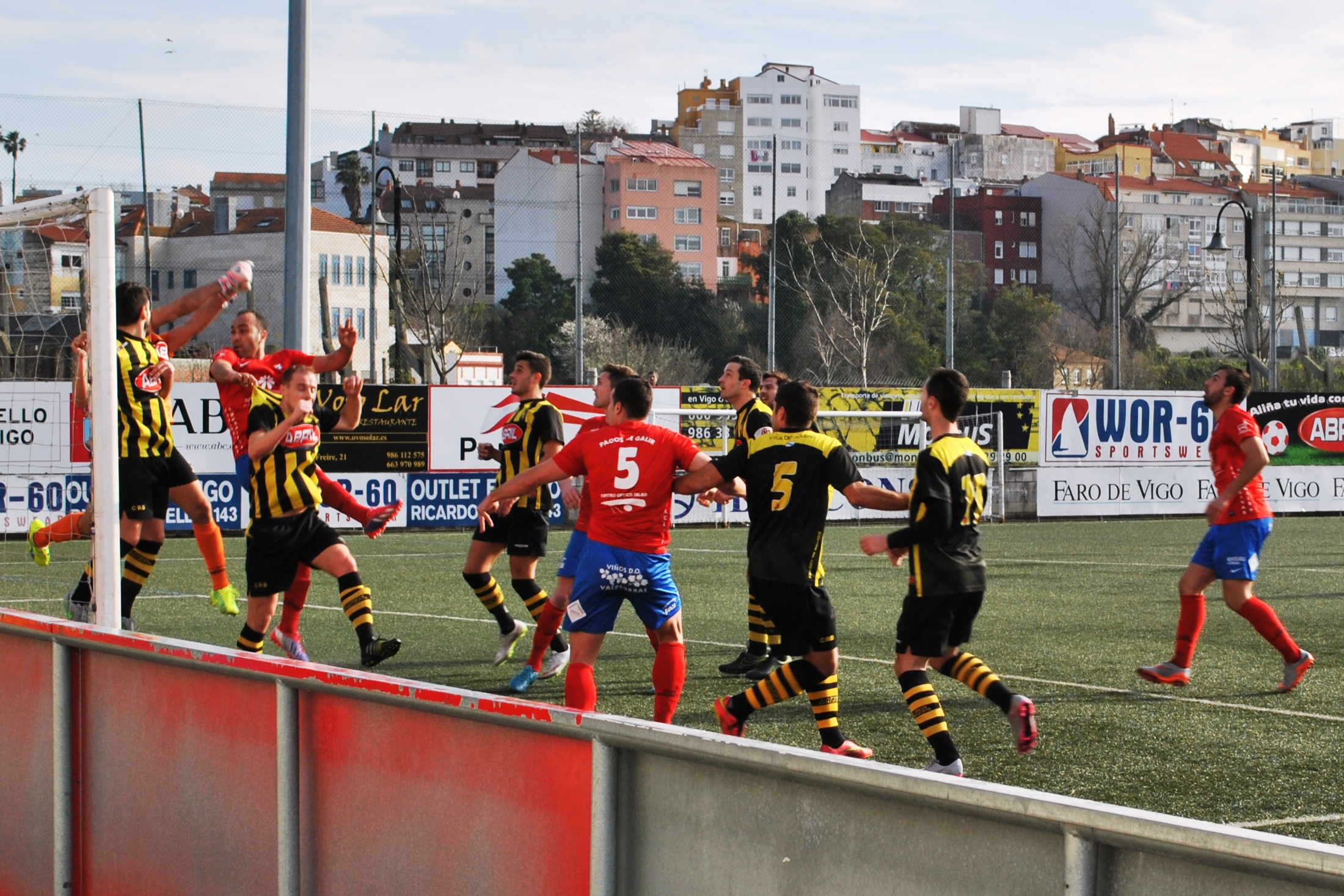
Partido en el Baltasar Pujales correspondiente a la temporada 2015-2016.

El Campo Municipal de Bouzas - Baltasar Pujales es la sede donde el Club Rápido de Bouzas disputa sus encuentros. Este campo de fútbol municipal, situado en el paseo marítimo de Bouzas, fue inaugurado oficialmente en marzo de 1999 y lo gestiona el Rápido de Bouzas. Su terreno de juego es de hierba artificial de última generación, de dimensiones de 103 x 64 metros. Su capacidad total ronda los 2.500 espectadores, posee un grada calefactada con capacidad para un millar de personas. Además, en sus alrededores disponen de un equipo de chalanas para recoger los balones extraviados debido a su proximidad al mar. 
El complejo deportivo cuenta con una decena de vestuarios, un local para oficinas, aseos para uso público y dos equipos de calefacción que garantiza un permanente suministro de agua caliente, además del cierre perimetral de todo el campo. También incorpora locales para servicio de cafetería, clínica y aula. Se proyecta la terminación de unas nuevas instalaciones (con gimnasio y servicios de lavandería incluidos) en el fondo norte.

## Jugadores

### Fútbol base
Las categorías de base del Club Rápido de Bouzas las forman un total de 28 equipos desde pre-benjamín a juveniles y el Primer Equipo. Además el Rápido tiene un equipo de veteranos. Es el Club de Galicia con mayor número de equipos masculinos, con alrededor de 500 jugadores federados en total.

### Jugadores notables
Por el Rápido han pasado numerosos jugadores que han alcanzado la élite del fútbol español:
- Emilio Ruiz (primer portero del Celta)
- Chicha (internacional con España)
- Cela (campeón del mundo juvenil 1954 Torneo FIFA en Alemania con España y jugador del Español, Real Madrid, Betis, Jaén, etc.)
- Pahiño (internacional con España y jugador del Real Madrid, Celta y Deportivo)
- Gelucho (portero Deportivo 1ª División)
- Tomé (que formó parte del Barça con Johan Cruyff y Sotil en los 70 y logró el histórico 0-5 en el Bernabéu)
- Rey Tapias, Ruiz y Búa (jugadores del Celta en 2ª División)
- Iago Aspas (internacional con España y jugador del Celta de 1ª División)
- Carril (jugador de Las Palmas y Levante en 2ª División)
- Félix Carnero (jugador del Celta en 1ª división)
- Diego Mariño (actual portero del Sporting de Gijón)
- Gledi Micci (internacional por su país, Albania, y que ha jugado en las últimas campañas la Copa de la UEFA)

## Premios y reconocimientos
En el año 2014 y como reconocimiento al centenario del club, el ayuntamiento de Vigo decide otorgar el nombramiento de Vigués Distinguido al Club Rápido de Bouzas. La distinción es entregada por el alcalde de Vigo, Abel Caballero al presidente del club, Manuel Pedro Seoane. La ceremonia tuvo lugar el 28 de marzo de ese mismo año en el Teatro García Barbón.

## Himno
'Imos Rápido a vencer', creado en 2018 por Bernardo Xosé, fundador del mítico grupo vigués A Roda.
En Bouzas hai un equipo
de grande e nobre historial.
Cores amarela e negra
o seu indumento habitual.
O lema é a victoria
respetuoso co rival.
Forza, coraxe e entrega 
e no campo o seu xogar.
Rápido, Rápido, nós berramos sen esgarecer.
Rápido, Rápido, imos Rápido a vencer.